# Michał Joachimowski
Michał Teodor Joachimowski (Polonia, 26 de septiembre de 1950-19 de enero de 2014) fue un atleta polaco especializado en la prueba de triple salto, en la que consiguió ser subcampeón europeo en pista cubierta en 1975.

## Carrera deportiva
En el Campeonato Europeo de Atletismo en Pista Cubierta de 1975 ganó la medalla de plata en el triple salto, con un salto de 16.90 metros, tras el soviético Viktor Sanyeyev (oro con 17.01 metros) y por delante de otro soviético Gennadiy Besonov (bronce con 16.78 metros).